# Volker Bauernfeind-Weinberger
Volker Bauernfeind-Weinberger (* 17. September 1941 in Neuburg an der Donau) ist ein freischaffender deutscher Maler und Grafiker.

## Leben und Werk
Bauernfeind-Weinberger absolvierte das Descartes-Gymnasium in Neuburg an der Donau. Nach Abitur und Wehrdienst begann er 1963 ein Studium der Elektrotechnik an der Technischen Universität München. Daneben erlernte Bauernfeind-Weinberger unterschiedlichste Gestaltungsarten der bildenden Kunst. So studierte er an der polnischen Akademie in London bei Leon Jończyk in den Jahren 1983/1984 Druckgrafik. Zunächst entstanden streng in schwarz-weiß gestaltete Werke. Durch eine Begegnung mit dem Maler Wilhelm Kaiser wechselte er zur Aquarellmalerei, die er bei ihm zusammen mit der Acryl- und Ölmalerei zwischen 1987 und 1991 erlernte. 1988/89 bildete sich Bauernfeind-Weinberger auf dem Gebiet der Farbradierung weiter. Weitere Inspirationen in der Kunst der Aquarellmalerei vermittelte ihm Eckhard Zylla.
Bauernfeind-Weinberger lebt und arbeitet abwechselnd in München und in Gritschen bei Nußdorf am Inn. Seit Jahrzehnten nimmt er am Kunstleben in München und dessen Umland teil. Er ist Mitglied im „Bund Deutscher Künstler“ und der Gruppe 11/11 in München. Daneben gehörte er zwischen 1974 und 1984 dem „Bunten Kreis“ in Erding und zwischen 1984 und 1997 dem „Münchner Grafikerverein e. V.“ an. 1997 wechselte er zum „Ring 19“ in München, dessen Mitglied er bis 2001 war. Volker Bauernfeind-Weinberger nahm an zahlreichen Ausstellungen teil. 
Wiederkehrende Sujets sind Landschaften, Aktstudien und Kollagen.

## Ausstellungen (Auswahl)
- 1988: 5 Jahre Graphikerverein München
- 1991: Einzelausstellung Kunstraum-GRS
- 1991: Einzelausstellung Barmer Versicherung München
- 1992: „Experiment Gardasee“ Alter Botanischer Garten, München
- 1995: Internat. Kunstausstellung „Kunst baut Brücken“, 4711-Haus, Köln
- 1995: item: GRS, Kurfürstendamm Berlin
- 1996: item: RISKAUDIT, Paris
- 1996: Zweite Nymphenburger Kunstausstellung, Erwin von Kreibig-Museum, München
- 1997: Deutsch-Russische Gemeinschaftsausstellung, Gosatomnadsor, Moskau
- 1997: Internationale Kunstausstellung, Ukrainian House, Kiew
- 1997: Jubiläumsausstellung „Ring 19“, Blutenburg, München
- 2000: Bund Deutscher Künstler im Forum, Flughafen Stuttgart
- 2001: „Und ewig lockt das Weib“, Menzing und Kunst, München
- 2001: Einzelausstellung GRS-München
- 2001: „Italienische Bilder“, Gemeinde Nußdorf
- Seit 2006: jährliche Teilnahmen an den Jahresausstellungen „Kunst & Werk“, Nußdorf am Inn
- 2019: „Colori del lago: Eckhard Zylla e Pittori“, Museo della Carta, Valle delle Cartiere, Toscolano Maderno

| Personendaten    | Personendaten                  |
| ---------------- | ------------------------------ |
| NAME             | Bauernfeind-Weinberger, Volker |
| KURZBESCHREIBUNG | deutscher Aquarellmaler        |
| GEBURTSDATUM     | 17. September 1941             |
| GEBURTSORT       | Neuburg an der Donau           |